# Nairobi Half Life
Pour plus de détails, voir Fiche technique et Distribution.
Nairobi Half Life (en swahili : Nusu Maisha ya Nairobi) est un film dramatique kényan de 2012 réalisé par David "Tosh" Gitonga. Le film a été sélectionné pour l'Oscar de la meilleure langue étrangère lors de la 85e cérémonie des Oscars, mais n'a pas été retenu dans la liste finale. C'est la première fois que le Kenya soumet un film dans cette catégorie.
Lors du 33e Festival international du film de Durban, Joseph Wairimu a remporté le prix du meilleur acteur. Il a également remporté l'Africa Movie Academy Award de l'acteur le plus prometteur lors de la 9e cérémonie des Awards. Il a remporté le plus grand nombre de prix aux Africa Magic Viewers Choice Awards 2014.

## Parcelle
Un jeune homme, Mwas (Joseph Wairimu), vit toujours avec ses parents dans leur maison rurale au Kenya. Il gagne sa vie en vendant des films d'action occidentaux. Pour séduire ses clients, il joue de façon théâtrale et incarne la plupart des personnages de ses films. Il aspire à devenir acteur et, lorsqu'il rencontre un groupe d'acteurs de Nairobi qui se produit dans sa ville, il demande à l'un d'entre eux de l'aider à démarrer sa carrière d'acteur. Mais en retour, on lui demande de donner 1 000 shillings (environ 10 dollars américains) pour qu'il puisse jouer dans l'une des pièces. Il ne peut payer que 500 ksh et on lui dit de prendre les 500 autres avec lui au théâtre national de Nairobi. Il est très excité et, après avoir reçu un peu d'argent de sa mère, il se met en route pour Nairobi, avec une brève escale dans sa ville pour dire au revoir à ses amis. Il rencontre son cousin (un chef de gang) qui lui donne un système radio coûteux et un peu d'argent à apporter au magasin d'électronique Khanji dans le centre de Nairobi.
Après s'être rendu à Nairobi, il apprend rapidement que la ville ne se résume pas à des opportunités et à du glamour. Le premier jour, Mwas perd tout ce qu'il a apporté à Nairobi après avoir été agressé par des voyous qui le laissent seul, perdu et confus. Il se fait arrêter et passe même une journée en prison. Par un concours de circonstances, il rencontre un escroc de Nairobi, Oti (Olwenya Maina), qui devient un ami proche et l'intègre à son gang criminel. Le gang se spécialise dans le vol à l'arraché, les pièces détachées de véhicules étant leurs principales cibles. Pendant ce temps, Mwas auditionne et réussit à décrocher un rôle dans une pièce de théâtre locale montée par Phoenix Players. Il se retrouve à lutter et à jongler avec ces deux mondes distincts. Mwas retrouve enfin son cousin qui finit par le forcer à voler une voiture pour éponger sa dette. Il convainc le gang de passer du vol de pièces détachées au vol de voitures afin de gagner plus d'argent. Le carjacking s'avère être une activité très dangereuse, car lors de la première tentative, Mwas et un autre membre du gang d'Oti sont blessés lors d'une bagarre sur le lieu de rendez-vous. Un malentendu éclate entre le gang d'Oti et l'autre gang, dirigé par un chef de gang, qui finit par entraîner la mort de ce dernier, empalé par un objet tranchant lorsque Mwas a commencé à le confronter. Cela attire l'attention de la police et les deux parties sont arrêtées, mais deux agents corrompus des forces de l'ordre distinguent la bande d'Oti et l'emmènent dans un lieu secret qui semble abandonné. Il s'agit d'un lieu d'exécution destiné à effacer les traces des crimes non résolus de Nairobi. Pendant cette période, il tombe amoureux d'Amina, l'amoureuse d'Oti à l'écran, venant la voir dans les logements où elle reçoit des clients et l'emmenant même au cinéma.

## Distribution
- Joseph Wairimu : Mwas
- Olwenya Maina : Oti
- Nancy Wanjiku Karanja : Amina
- Mugambi Nthiga : Cédric
- Paul Ogola : Moïse
- Antony Ndung'u : Waf
- Johnson Gitau Chege : Kyalo
- Kamau Ndungu : John Waya
- Abubakar Mwenda : Dingo
- Mburu Kimani : papa M
- Mehul Savani : Khanji
- Maina Joseph : Kimachia

## Réception
Todd McCarthy du Hollywood Reporter a fait l'éloge du film après l'avoir vu à l'AFI Fest 2012 : "Ce drame policier dynamique est fondamentalement honnête et d'un réalisme saisissant". KenyaBuzz a souligné la performance brute de Maina Olwenya dans le rôle d'Oti : "Ce personnage est plus ghetto que l'écoute de vieux albums de NWA. Il parle avec une assurance de criminel et marche comme s'il possédait la ville bien qu'il soit un criminel de droit commun".
Lors des 2014 Africa Magic Viewers Choice Awards en mars 2014, Nairobi Half Life a reçu des prix pour :
- Meilleur directeur de la photographie (Christian Almesberger)
- Meilleur concepteur d'éclairage (Mohamed Zain)
- Meilleure maquilleuse (Elayne Okaya) et
- Meilleur Directeur Artistique (Barbara Minishi).